# برند هولرباخ
بِرند هولرباخ (زاده ۸ دسامبر ۱۹۶۹)، بازیکن سابق و مربی فوتبال آلمانی است که هم‌اکنون، هدایت Excel Mouscron را بر عهده دارد. وی از سال ۲۰۰۷ تا ۲۰۱۲ به عنوان دستیار فیلیکس ماگات، مربی سابق خود در هامبورگ، فعالیت می‌کرد.

## افتخارات
- برنده لیگا پوکال: ۲۰۰۳